# 도이체 극장

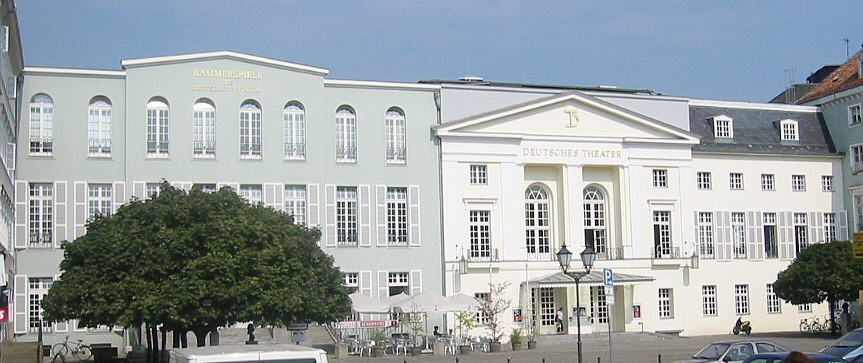
도이체 극장

도이체 극장(독일어: Deutsches Theater)은 독일 베를린에 위치한 극장이다.